# جستجوی تصاویر گوگل
جستجوی نگاره‌ها گوگل یکی از خدمات جستجوی ساخته‌شده توسط شرکت گوگل است که امکان جستجوی محتوای نگاره را در وب جهان‌گستر برای کاربران فراهم می‌کند. این طرح در ژوئیه ۲۰۰۱ معرفی شد. کلیدواژه‌هایی که برای جستجوی نگاره‌ها مورد استفاده قرار می‌گیرد از نام پرونده، پیوند داده‌شده به نگاره، و نوشته‌های اطراف نگاره گرفته می‌شوند. در هنگام جستجو برای یک نگاره، نمونه‌های کوچکی از نگاره‌ها یافت‌شده نمایش داده می‌شوند. پس از کلیک بر روی نمایهٔ کوچک، نگاره در چارچوبی در بالای صفحه و وب‌گاهی که نگاره در آن پیدا شده بود، پایین صفحه نشان داده می‌شود تا کاربر به‌آسانی دریابد که نگاره از کجا آمده‌است.

## جنیفر لوپز
در مراسم جایزه گرمی سال ۲۰۰۰ جنیفر لوپز لباسی را با طراحی ورساچه پوشید که باعث ایجاد جستجوی نگاره‌های گوگل شد. اریک اشمیت توضیح داد که پس از آن مراسم، شمار جستجوها برای دیدن نگاره جنیفر لوپز با آن لباس، آنقدر زیاد شد که گوگل به فکر توسعه جستجوگر نگاره‌های خود افتاد.
در سال ۲۰۱۹ (میلادی) جنیفر لوپز یک بار دیگر این لباس را در هفته مد میلان پوشید.